# Limenitis uta
Limenitis uta är en fjärilsart som beskrevs av Hans Fruhstorfer 1915. Limenitis uta ingår i släktet Limenitis och familjen praktfjärilar. Inga underarter finns listade i Catalogue of Life.